# Mile Budak
Mile Budak (30. srpna 1889 Sveti Rok – 7. června 1945) byl chorvatský politik a spisovatel v dobách existence Nezávislého státu Chorvatsko. Patřil k ideologům ustašovského hnutí.
Narodil se ve vesnici Sveti Rok v Lice, která byla tehdy součástí Rakousko-Uherska. Navštěvoval školu v Sarajevu a studoval práva na univerzitě v Záhřebu.
V roce 1912 byl zatčen rakousko-uherskými úřady kvůli jeho údajné roli v pokusu o atentát na chorvatského bána Slavka Cuvaje.
Již v 30. letech a především za druhé světové války byl literárně činný. Jeho několikasvazkový román Ognjište představoval oficiální kurz literatury, který byl schválen představiteli chorvatského fašistického státu. V něm se především soustředil na vztah mezi člověkem a jeho rodnou půdou. Sepsal také ještě celou řadu jiných děl, jako např. Opanci dida Vidurine, nebo Rascvjetana trešnja.
Za druhé světové války zastával post ministra víry a školství (po celou dobu existence Nezávislého státu Chorvatsko) a po nějakou dobu byl i ministrem zahraničí. Po evakuaci Chorvatského nezávislého státu do Rakouska byl Budak zajat britskými vojenskými orgány a 18. května 1945 byl předán Titovým partyzánům. 6. června 1945 byl postaven před vojenský soud (vojenský soud 2. jugoslávské armády) v Záhřebu a ještě téhož dne odsouzen k trestu smrti oběšením. Poprava následujícího dne se konala přesně 13 let poté, co na něho byl spáchán pokus o atentát. Během procesu se Budak choval „zbaběle, neustále plakal a tvrdil, že se ničím neprovinil“.
Jeho díla komunistická moc zakázala. Po roce 1990 se v souvislosti s oživením chorvatského nacionalismu objevily snahy o jeho rehabilitaci, ke které však nedošlo.[zdroj?]